# Avdrenia fordi
Avdrenia fordi är en insektsart som beskrevs av Otte, D. 1988. Avdrenia fordi ingår i släktet Avdrenia och familjen syrsor. Inga underarter finns listade i Catalogue of Life.